# Wada Yoshimori
Wada Yoshimori (和田 義盛?; 1147 – 24 maggio 1213) fu un samurai e generale giapponese durante l'inizio del periodo Kamakura. Gokenin dello shogunato Kamakura, fu il primo direttore (bettō) del Samurai-dokoro.

## Biografia
Nipote di Miura Yoshiaki e figlio di Sugimoto Yoshimune, prese il nome di Wada dal villaggio in cui visse. i suoi figli furono Wada Yoshinao, Asahina Yoshihide e Wada Yoshishige. Ebbe anche un nipote, Wada Tanenaga. 
Si unì a Minamoto no Yoritomo non appena quest'ultimo si ribellò contro i Taira e, dopo il trionfo dei Minamoto, ricevette il titolo di bettō del Samurai-dokoro. Assieme a Minamoto no Yoshitsune intraprese la campagna contro Kiso Yoshinaka, assistendolo alle battaglie di Ichi-no-tani (1184), Dan-no-ura (1185) e nella spedizione a Mutsu contro Fujiwara Yasuhira (1189). 
Quando Izumi Chikahira si ribellò al clan Hōjō, due figli di Yoshimori, Yoshinao e Yoshishige, e suo nipote Tanenaga si unirono a lui e furono arrestati. Yoshimori, allora a Shimōsa, si affrettò ad arrivare a Kamakura e chiese perdono per i suoi due figli, grazia che lo shōgun Sanetomo concesse. Incoraggiato da questo successo, fece la stessa richiesta a favore di suo nipote, ma questa fu rifiutata.
Ritenendo che ciò fosse dovuto all'influenza di Hōjō Yoshitoki, concepì un odio violento nei confronti di quest'ultimo e raccolse numerose truppe, pronto ad attaccarlo. Yoshitoki, avvertito, si rifugiò nel palazzo degli shōgun a Kyoto che Yoshimori si azzardò ad attaccare, venendo respinto e ucciso assieme ai suoi due figli.